# ديف أهرينس
ديف أهرينس (بالإنجليزية: Dave Ahrens)‏ هو لاعب كرة قدم أمريكية أمريكي، ولد في 5 ديسمبر 1958 في سيدار فولز في الولايات المتحدة.

## وصلات خارجية
- ديف أهرينس على موقع مرجع كرة القدم المحترفة.كوم (الإنجليزية)